# Sebastià Pocoví Santandreu
Sebastià Pocoví Santandreu (Capdepera, 16 d'octubre de 1916 - Manacor, 26 de gener de 2000) fou un futbolista mallorquí de les dècades de 1930 i 1940.

## Trajectòria
Jugava a la posició d'extrem esquerre. Als 14 anys ja jugava al primer equip del CE Manacor. Amb 16 anys reforçà el CE Constància a la Copa Mediterrani de 1932. Jugà durant 16 temporades al RCD Mallorca, on debutà a 18 anys, essent un dels jugadors que ha disputat més partits oficials i marcat més gols amb la samarreta del RCD Mallorca, amb 256 partits i 75 gols. Va ser el que va marcar el primer gol del Mallorca en el famós i controvertit partit contra el Constància en la darrera jornada de lliga, que, després d'un arbitratge polèmic, atorgà la permanència el Mallorca i envià el Constància a la promoció de descens. La seva llarga carrera al Mallorca només tingué dues breus excepcions. La temporada 1934-35 provà fortuna amb l'Hèrcules CF d'Alacant, però només disputà alguns partits amistosos. També jugà al RCD Espanyol la temporada 1941-42 per participar només a la competició de Copa, intervenint en quatre partits amb l'equip. Finalitzada la competició retornà al seu club d'origen.